# Kaliya Lincoln
Kaliya Lincoln (23 de abril de 2006) es una deportista estadounidense que compite en gimnasia artística. En los Juegos Panamericanos de 2023 obtuvo dos medallas de oro, en las pruebas de suelo y por equipos.

## Palmarés internacional
| Juegos Panamericanos | Juegos Panamericanos | Juegos Panamericanos | Juegos Panamericanos |
| Año                  | Lugar                | Medalla              | Prueba               |
| -------------------- | -------------------- | -------------------- | -------------------- |
| 2023                 | Santiago (Chile)     | Medalla de oro       | Suelo                |
| 2023                 | Santiago (Chile)     | Medalla de oro       | Concurso por equipos |